# Begging
„Begging“ je píseň švédského zpěváka Antona Ewalda. Autory písně jsou Fredrik Kempe a Anton Malmberg Hård af Segerstad. Anton Ewald s písní vystoupil v národním výběru Melodifestivalen 2013 ve 2. semifinále, které se konalo 9. února 2013 v hale Scandinavium, v Göteborgu. Kvalifikoval se do Druhé šance z pozice 3./4. a do finále postoupil po duelu s Behrang Miri a písní "Jalla Dansa Sawa". Ve finále se umístil čtvrtý v poli deseti soutěžících a tedy nereprezentoval svou zemi na Eurovision Song Contest 2013. Navzdory tomu si píseň získala popularitu napříč švédskou veřejností a singl byl vydán bezprostředně po soutěži na pozici číslo 2 v Sverigetopplistan.

## Žebříčky
| Žebříčky (2013)       | Nejvyšší pozice |
| --------------------- | --------------- |
| Sverigetopplistan     | 2               |
| Turkish Singles Chart | 87              |